# Marvão
Marvão és un municipi portuguès, situat al districte de Portalegre, a la regió d'Alentejo i a la subregió de l'Alto Alentejo. L'any 2004 tenia 3.739 habitants. Limita al nord i a l'est amb Extremadura, al sud i a l'oest amb Portalegre i al nord-oest amb Castelo de Vide.

## Població
| Població del concelho de Marvão (1801 – 2004) | Població del concelho de Marvão (1801 – 2004) | Població del concelho de Marvão (1801 – 2004) | Població del concelho de Marvão (1801 – 2004) | Població del concelho de Marvão (1801 – 2004) | Població del concelho de Marvão (1801 – 2004) | Població del concelho de Marvão (1801 – 2004) | Població del concelho de Marvão (1801 – 2004) | Població del concelho de Marvão (1801 – 2004) |
| --------------------------------------------- | --------------------------------------------- | --------------------------------------------- | --------------------------------------------- | --------------------------------------------- | --------------------------------------------- | --------------------------------------------- | --------------------------------------------- | --------------------------------------------- |
| 1801                                          | 1849                                          | 1900                                          | 1930                                          | 1960                                          | 1981                                          | 1991                                          | 2001                                          | 2004                                          |
| 4048                                          | 3780                                          | 5994                                          | 7116                                          | 7478                                          | 5418                                          | 4419                                          | 4029                                          | 3739                                          |

## Freguesies
- Beirã
- Santa Maria de Marvão
- Santo António das Areias
- São Salvador da Aramenha